# Козлаковські (герб)
Козлаковські (пол.Koźlakowski) - шляхетський герб, різновид герба Єліта.

## Опис герба
Опис з використанням принципів блязонування, запропонованих Альфредом Знамієровським:
В червоному полі дві срібні стріли в косий хрест, на яких такий же спис вістрям до низу. Клейнод - така ж емблема. Намет червоний, підбитий сріблом.

## Історія
Присвоєно 26 листопада 1581 Себастьяну Козлаковському за участь у боях з кримськими татарами.

## Гербовий рід
Козлаковські (Koźlakowski).